# Тунчик, Йожеф
Йожеф Тунчик (венг. József Tuncsik; род. 23 сентября 1949, Дебрецен) — венгерский дзюдоист, 5-кратный чемпион Венгрии, чемпион и призёр чемпионатов Европы, бронзовый призёр летних Олимпийских игр 1976 года в Монреале.

## Карьера
Выступал в лёгкой (до 63 кг), а после изменений в системе весов, полулёгкой (до 65 кг) весовых категориях. Чемпион Венгрии 1972—1975 и 1977 годов. Победитель и призёр международных турниров. Чемпион (1976) и бронзовый призёр чемпионатов Европы.
На Олимпиаде в Монреале Тунчик выступал в лёгком весе. Он последовательно победил мексиканца Жерардо Падилле, югослава Ивана Видмаера, монгола Бахваина Буядаа, но проиграл кубинцу Эктору Родригесу. В утешительной схватке венгр победил поляка Мариана Стандовича и завоевал бронзовую медаль Олимпиады.